# 홍콩의 산과 언덕 목록
다음은 홍콩의 산, 봉우리, 언덕 목록이다.
홍콩 정부가 사용하는 로마자 표기법인 표준 로마자 표기법에서 '산(shan)'과 '링(leng)'은 각각 '산'(山)과 '능선'(嶺)을 광둥어로 음역한 것이다. '토이(Toi)', '콩(kong)', '풍(fung)', '코이(koi)' 또한 영어의 '산(mount)'에 해당하며 '텡(teng)'은 '봉우리(peak)'에 해당한다. 아래 목록에서는 이 시스템이 사용된다.

## 홍콩의 가장 높은 봉우리
| 순위 | 이름                          | 높이 (m) | 컨트리 파크                  | 위치                                                        | 비고 |  |
| ---- | ----------------------------- | -------- | ---------------------------- | ----------------------------------------------------------- | --- |  |
| 1    | 타이모산                      | 957      | 타이모산 컨트리 파크         | 신제 중부                                                   | 맥클레호스 트레일 8구간. 실제 정상은 군사 기지 내에 있어 일반인의 접근이 불가능하다. |  |
| 2    | 란터우 피크 (풍웡산)          | 934      | 란터우 남부 컨트리 파크      | 란터우섬 중부                                               | 일반인 접근이 가능한 가장 높은 정상. 란터우 트레일 3구간 |  |
| 3    | 선셋 피크 (타이뚱산)          | 869      | 란터우 남부 컨트리 파크      | 란터우섬 남부                                               | 란터우 트레일 2구간 |  |
| 4    | 사퐁산                        | 785      | 타이모산 컨트리 파크         | 신제 중부                                                   | 맥클레호스 트레일 8구간 |  |
| 5    | 미우고토이                    | 779      | 타이모산 컨트리 파크         | 신제 중부                                                   | 타이모산에서 두 번째로 높은 봉우리 |  |
| 6    | 워용산                        | 767      | 타이모산 컨트리 파크         | 신제 중부                                                   | |  |
| 7    | 린파산                        | 766      | 란터우 북부 컨트리 파크      | 란터우섬 중부                                               | 란터우 트레일 2구간 |  |
| 8    | 네이락산                      | 754      | 란터우 북부 컨트리 파크      | 란터우섬 남부                                               | 란터우 트레일 3구간 |  |
| 9    | 이퉁산                        | 749      | 란터우 북부 컨트리 파크      | 란터우섬 동부                                               | 란터우 트레일 2구간 |  |
| 10   | 마온산                        | 702      | 마온산 컨트리 파크           | 신제 동부                                                   | |  |
| 11   | 인응암텡                      | 679      | 타이모산 컨트리 파크         | 신제 중부                                                   | |  |
| 12   | 더 헌치 백스 (응가우응악산)   | 677      | 마온산 컨트리 파크           | 신제 동부                                                   | |  |
| 13   | 워콩통 (하부)                 | 656      | 타이모산 컨트리 파크         | 신제 중부                                                   | |  |
| 14   | 그래시 힐                     | 647      | 타이모산 컨트리 파크         | 신제 중부                                                   | |  |
| 15   | 웡링                          | 639      | 팟신링 컨트리 파크           | 신제 북동부                                                 | |  |
| 16   | 버팔로 힐                     | 606      | 마온산 컨트리 파크           | 신제 동부                                                   | |  |
| 17   | 웨스트 버팔로 힐              | 604      | 마온산 컨트리 파크           | 신제 동부                                                   | |  |
| 18   | 가우룽 피크 (페이응오산)      | 602      | 마온산 컨트리 파크           | 가우룽 동부                                                 | |  |
| 19   | 슌영풍                        | 591      | 팟신링 컨트리 파크           | 신제 북동부                                                 | 팟신링의 일부. |  |
| 20   | 티우샤우응암                  | 589      | 마온산 컨트리 파크           | 신제 동부                                                   | |  |
| 21   | 차우마콩                      | 588      | 타이모산 컨트리 파크         | 신제 동부                                                   | |  |
| 22=  | 청산                          | 585      | 마온산 컨트리 파크           | 가우룽 동부                                                 | 미들 힐로도 알려져 있다 |  |
| 22=  | 로틴텡                        | 585      | 람췬 컨트리 파크             | 신제 북서부                                                 | |  |
| 24   | 캐슬 피크                     | 583      | 없음                         | 튄문 서부의 신제 서부                                       | 칭산 또는 푸이토산으로도 알려져 있다 |  |
| 25   | 린파산                        | 579      | 타이람 컨트리 파크           | 췬완구                                                      | |  |
| 26   | 테이츠 케언                   | 577      | 마온산 컨트리 파크           | 가우룽 북동부                                               | 타이로산으로도 알려져 있다. |  |
| 27   | 카이쿵링 (타이로틴)           | 572      | 람췬 컨트리 파크             | 신제 북서부                                                 | |  |
| 28   | 타이토얀                      | 566      | 람췬 컨트리 파크             | 신제 북서부                                                 | |  |
| 29   | 웡축산                        | 560      | 마온산 컨트리 파크           | 신제 동부                                                   | |  |
| 30   | 응옥 이우 치우 틴 鱷魚朝天    | 559      | 타이람 컨트리 파크           | 췬완구                                                      | 2023년 11월 이전에는 포함되지 않았지만, 독립된 산의 국제 기준인 30m 이상의 돌출부를 가진 것으로 측정되었다. 영어 이름은 "하늘을 향한 악어"이다.                                         |  |
| 31=  | 빅토리아 피크                 | 552      | 폭푸람 컨트리 파크           | 홍콩섬                                                      | 영국인 군주 빅토리아 여왕의 이름을 따서 명명됨; 존 가디너 오스틴(전 식민지 비서)의 이름을 따서 오스틴 산으로도 알려져 있으며, 현지에서는 더 피크라고 불린다. 더 피크는 한때 화산이었다. |  |
| 31=  | 군얌산                        | 552      | 타이모산 컨트리 파크         | 신제 중부                                                   | |  |
| 33   | 라이펙산                      | 550      | 팟신링 컨트리 파크           | 신제 북동부                                                 | |  |
| 34   | 뚱산                          | 544      | 마온산 컨트리 파크           | 가우룽 동부                                                 | |  |
| 35   | 충리풍                        | 543      | 팟신링 컨트리 파크           | 신제 북동부                                                 | 팟신링의 일부. |  |
| 36   | 섹응아산                      | 540      | 마온산 컨트리 파크           | 신제 동부                                                   | |  |
| 37   | 카우응아링                    | 539      | 란터우 남부 컨트리 파크      | 란터우섬 남부                                               | |  |
| 38   | 피라미드 힐                   | 536      | 마온산 컨트리 파크           | 신제 동부                                                   | 타이캄충으로도 알려져 있다. |  |
| 39   | 뚱영산                        | 533      | 마온산 컨트리 파크           | 가우룽 북동부                                               | |  |
| 40=  | 니들 힐                       | 532      | 싱문 컨트리 파크             | 신제 중부                                                   | 참산으로도 알려져 있다. |  |
| 40=  | 파커 산                       | 532      | 타이탐 컨트리 파크           | 홍콩섬                                                      | 원수 윌리엄 파커 경의 이름을 따서 명명됨 |  |
| 42=  | 카우로풍                      | 530      | 팟신링 컨트리 파크           | 신제 북동부                                                 | 팟신링의 일부. |  |
| 42=  | 콰이리풍                      | 530      | 팟신링 컨트리 파크           | 신제 북동부                                                 | 팟신링의 일부. |  |
| 44=  | 폭토얀                        | 529      | 란터우 남부 컨트리 파크      | 란터우섬 남부                                               | |  |
| 44=  | 핑풍산 屏風山                 | 529      | 팟신링 컨트리 파크           | 신제 북동부                                                 | |  |
| 46   | 푸영핏                        | 515      | 마온산 컨트리 파크           | 가우룽 북동부                                               | |  |
| 47   | 시엔쿠풍                      | 514      | 팟신링 컨트리 파크           | 신제 북동부                                                 | 팟신링의 일부 |  |
| 48=  | 승쯔풍                        | 510      | 팟신링 컨트리 파크           | 신제 북동부                                                 | 팟신링의 일부 |  |
| 48=  | 차우카우풍                    | 510      | 팟신링 컨트리 파크           | 신제 북동부                                                 | 팟신링의 일부 |  |
| 50   | 카우겡산                      | 507      | 타이람 컨트리 파크           | 신제 서부                                                   | |  |
| 51   | 룩응오링 轆牛嶺               | 503      | 타이람 컨트리 파크           | 췬완구                                                      | 2023년 11월 이전에는 포함되지 않았지만, 독립된 산의 국제 기준인 30m보다 훨씬 많은 80m 이상의 돌출부를 가진 것으로 측정되었다.                                                           |  |
| 52   | 켈렛 산                       | 501      | 애버딘 컨트리 파크           | 홍콩섬                                                      | 제독 헨리 켈렛 경의 이름을 따서 명명됨 |  |
| 53   | 라이언 록                     | 495      | 라이언 록 컨트리 파크        | 가우룽 북부                                                 | |  |
| 54   | 하이 웨스트                   | 494      | 폭푸람 컨트리 파크           | 홍콩섬                                                      | |  |
| 55   | 사쯔타우산                    | 494      | 란터우 남부 컨트리 파크      | 란터우섬 남부                                               | |  |
| 56   | 로빈스 네스트                 | 492      | 로빈스 네스트 컨트리 파크    | 신제 북부                                                   | 훙파링 ('붉은 꽃 능선')으로도 알려져 있다. |  |
| 57   | 링우이산                      | 490      | 란터우 남부 컨트리 파크      | 란터우섬                                                    | |  |
| 58=  | 초이워풍                      | 489      | 팟신링 컨트리 파크           | 신제 북동부                                                 | 팟신링의 일부. |  |
| 58=  | 훙파차이                      | 489      | 로빈스 네스트 컨트리 파크    | 신제 북동부                                                 | 옛 해군 해도에는 벤 네비스로도 알려져 있다. |  |
| 60   | 템플 힐                       | 488      | 라이언 록 컨트리 파크        | 사틴과 가우룽을 나누는 산맥                                 | 쯔완산으로도 알려져 있다. |  |
| 61   | 콰이타우링                    | 486      | 팟신링 컨트리 파크           | 신제 북동부                                                 | |  |
| 62   | 포카이산                      | 482      | 란터우 북부 컨트리 파크      | 둥충 남동쪽, 엄스턴 로드를 마주하고 있음                    | |  |
| 63   | 섹욱산                        | 481      | 사이궁 서부 컨트리 파크      | 사이궁, 신제                                                | |  |
| 64   | 팍타이토얀                    | 480      | 람췬 컨트리 파이르           | 신제 북서부                                                 | |  |
| 65=  | 묵유산                        | 479      | 란터우 북부 컨트리 파크      | 란터우섬, 섹픽 저수지 북쪽                                  | |  |
| 65=  | 고프 산                       | 479      |                              | 빅토리아 피크 동쪽, 애버딘 컨트리 파크 북쪽의 홍콩섬        | 원수 휴 고프 자작 1세의 이름을 따서 명명됨 영국인 중국 총사령관 및 인도 총사령관 |  |
| 67   | 섹룽쿵                        | 473      | 타이람 컨트리 파크           | 팅카우 근처, 호이푸이 저수지 남쪽                           | |  |
| 68   | 샤프 피크 (남사찜)            | 468      | 사이궁 동부 컨트리 파크      |                                                             | |  |
| 69   | 타이홈삼                      | 466      | 란터우 남부 컨트리 파크      |                                                             | |  |
| 70   | 로푸타우                      | 465      | 란터우 북부 컨트리 파크      |                                                             | |  |
| 71   | 틴푸자이산                    | 461      | 타이람 컨트리 파크           | 팅카우 근처                                                 | |  |
| 72   | 컹산                          | 459      | 란터우 남부 컨트리 파크      | 타이롱완췬 북쪽                                             | |  |
| 73   | 비컨 힐                       | 457      | 라이언 록 컨트리 파크        |                                                             | |  |
| 74   | 섹룽자이 獨本舟右 또는 石壟仔 | 454      | 마온산 컨트리 파크           |                                                             | |  |
| 75   | 응암타우산                    | 451      | 사이궁 서부 컨트리 파크      |                                                             | |  |
| 76   | 청산                          | 449      |                              | 란터우섬                                                    | |  |
| 77   | 청얀산                        | 443      |                              | 란터우섬                                                    | |  |
| 78   | 클라우디 힐 (카우룽항산)      | 440      | 팟신링 컨트리 파크           | 신제 중부, 홍락위엔과 타이포 공업단지 북쪽                  | |  |
| 79 = | 카메론 산                     | 439      | 애버딘 컨트리 파크           | 홍콩섬                                                      | 영국 육군 장교이자 전 홍콩 행정관인 윌리엄 고든 카메론 소장의 이름을 따서 명명되었을 가능성이 높다                                                                                      |  |
| 79 = | 이퉁 二峒                     | 439      | 로빈스 네스트 컨트리 파크    | 신제 북부                                                   | 이것은 이전 목록에서 누락되었다. 40m 이상의 돌출부를 가지고 있어 독립적인 산이다. |  |
| 81   | 유니콘 능선                   | 437      | 라이언 록 컨트리 파크        | 사틴과 가우룽을 나누는 산맥                                 | |  |
| 82 = | 버틀러 산                     | 436      | 타이탐 컨트리 파크           | 홍콩섬                                                      | |  |
| 82 = | 삼퉁 三峒                     | 436      | 로빈스 네스트 컨트리 파크    | 신제 북부                                                   | 이것은 이전 목록에서 누락되었다. 약 34m의 돌출부를 가지고 있어 독립적인 산이다. |  |
| 84   | 군얌산                        | 434      |                              | 란터우섬                                                    | |  |
| 85   | 바이올렛 힐 (쯔로란산)        | 433      | 타이탐 컨트리 파크           | 홍콩섬                                                      | |  |
| 86   | 자딘스 룩아웃                 | 433      | 타이탐 컨트리 파크           |                                                             | 영국인 상인 윌리엄 자딘과 홍 자딘 매시슨의 이름을 따서 명명됨 |  |
| 87   | 레이저 힐 (체쿠산)            | 432      |                              | 픽욱, 타쿠링, 쩽관오, 타이포자이 근처                       | |  |
| 88   | 니컬슨 산                     | 430      |                              | 홍콩섬                                                      | 홍콩 자원봉사단 부관 W.C.A. 니컬슨 중위의 이름을 따서 명명되었을 가능성이 높다 |  |
| 89   | 샴항렉                        | 430      |                              | 란터우섬                                                    | |  |
| 90   | 미들 카우응아링               | 428      |                              | 란터우섬                                                    | |  |
| 91   | 시우마산                      | 424      |                              | 홍콩섬                                                      | |  |
| 92   | 응가우이섹산                  | 422      | 사이궁 서부 컨트리 파크      |                                                             | |  |
| 93   | 티우탕룽                      | 416      | 플로버 코브 컨트리 파크      |                                                             | |  |
| 94   | 룩차우산                      | 414      | 마온산 컨트리 파크           |                                                             | |  |
| 95   | 만타우툰 饅頭墩               | 413      | 라이언 록 컨트리 파크        | 사틴과 가우룽을 나누는 산맥                                 | |  |
| 96   | 참틴산                        | 411      | 마온산 컨트리 파크           | 응가우치완 북쪽                                             | |  |
| 97   | 파이응악산                    | 409      | 사이궁 동부 컨트리 파크      | 하이 아일랜드 저수지 북쪽                                   | |  |
| 98   | 타이참코이                    | 408      | 사이궁 동부 컨트리 파크      | 하이 아일랜드 저수지 북쪽                                   | |  |
| 99   | 룩산                          | 407      |                              | 타이포카우 자연 보호 구역 근처                              | |  |
| 100= | 타이승톡                      | 399      | 마온산 컨트리 파크           | 응가우치완 근처                                             | |  |
| 100= | 카이쿵산                      | 399      | 사이궁 서부 컨트리 파크      |                                                             | |  |
| 102= | 카우토산 (코브 힐)            | 399      |                              | 싱문 컨트리 파크 동쪽, 사틴의 타이포카우 남쪽               | |  |
| 102= | 누이포산 (투렛 힐)            | 399      | 마온산 컨트리 파크           | 사틴 근처                                                   | |  |
| 104  | 찜메이풍                      | 395      | 마온산 컨트리 파크           |                                                             | |  |
| 105  | 콘산                          | 394      |                              |                                                             | |  |
| 106  | 와메이산                      | 391      | 사이궁 서부 컨트리 파크      |                                                             | |  |
| 107  | 더 트윈스 남                  | 386      |                              | 홍콩섬                                                      | |  |
| 108  | 루이타섹                      | 379      | 사이궁 서부 컨트리 파크      |                                                             | |  |
| 109  | 라우파뚱                      | 378      |                              | 란터우섬                                                    | |  |
| 110  | 위엔타우산                    | 375      |                              | 튄문 근처                                                   | |  |
| 111= | 응아잉산                      | 374      |                              | 란터우섬                                                    | |  |
| 111= | 카이쿵산                      | 374      | 람췬 컨트리 파크             |                                                             | |  |
| 113  | 할로워스 산 (탐자이산)        | 372      | 사이궁 서부 컨트리 파크      |                                                             | |  |
| 114  | 타이문산                      | 370      |                              | 사이궁반도의 첵킹 근처 빅 웨이브 베이 (일명 타이롱완) 근처  | |  |
| 115= | 골든 힐 (캄산)                | 369      | 캄산 컨트리 파크             |                                                             | |  |
| 115= | 판케이톡                      | 369      | 플로버 코브 컨트리 파크      |                                                             | |  |
| 117  | 틴메이산                      | 366      | 사이궁 동부 컨트리 파크      | 하이 아일랜드 저수지 북서쪽 모퉁이                          | |  |
| 118  | 더 트윈스 북                  | 363      |                              | 홍콩섬                                                      | |  |
| 119  | 버즈 힐 (룽산)                | 360      |                              | 팟신링 컨트리 파크와 관데이 사원 근처                       | |  |
| 120  | 스텐하우스 산 (산텔통)        | 353      |                              | 라마섬                                                      | 에든버러 교외 스텐하우스 빌리지의 이름을 따서 명명되었을 가능성이 높다 |  |
| 121  | 콜린슨 산                     | 348      |                              | 홍콩섬                                                      | 홍콩에서 왕립 공병대 측량사였던 토머스 버나드 콜린슨 대령 (1821–1902) |  |
| 122  | 히브 힐 (찜풍산)              | 346      | 마온산 컨트리 파크           |                                                             | |  |
| 123= | 하이 정크 피크 (티우위융)     | 344      | 클리어 워터 베이 컨트리 파크 |                                                             | |  |
| 123= | 청린산                        | 344      |                              | 홍콩섬                                                      | |  |
| 125  | 찜풍산                        | 339      |                              | 란터우섬                                                    | |  |
| 126  | 섹시산                        | 338      |                              | 란터우섬                                                    | |  |
| 127  | 스머글러스 능선               | 337      | 캄산 컨트리 파크             | 진 드링커스 라인의 일부                                     | |  |
| 128  | 칭이 피크 (삼치흥)            | 334      |                              | 칭이섬                                                      | |  |
| 129  | 미우자이툰                    | 333      |                              | 클리어워터 베이                                             | |  |
| 130  | 다귈라 피크 (혹쯔이산)        | 325      | 섹오 컨트리 파크             | 섹오                                                        | 영국 육군 소장 조지 찰스 다귈라, 홍콩 부총독 |  |
| 131  | 워리우툰                      | 324      |                              | 란터우섬                                                    | |  |
| 132  | 사산                          | 322      |                              | 란터우섬                                                    | |  |
| 133  | 타이툰                        | 317      | 사이궁 서부 컨트리 파크      |                                                             | |  |
| 134  | 사이완산                      | 314      | 사이궁 동부 컨트리 파크      | 하이 아일랜드 저수지를 마주보고 있음                        | |  |
| 135= | 포팅어산                      | 312      |                              | 홍콩섬                                                      | 초대 홍콩 총독이자 영국 동인도 회사 대령인 헨리 포팅어 경 |  |
| 135= | 콰이아우산                    | 312      | 마온산 컨트리 파크           | 히브 힐 남쪽, 응가우타우곡 북동쪽                           | |  |
| 137  | 이글스 네스트 (찜산)          | 305      |                              | 캄산 컨트리 파크 근처                                       | |  |
| 138  | 블랙 힐                       | 304      |                              | 야우통과 티우켕링 사이에 위치하며 정크 베이를 마주보고 있음 | 전 행정관이자 영국 육군 장교인 윌슨 블랙 소장의 이름을 따서 명명됨 |  |
| 139= | 로얀산                        | 303      |                              | 란터우섬                                                    | |  |
| 139= | 뉴랜드 산                     | 303      | 플로버 코브 컨트리 파크      | 군얌퉁                                                      | |  |
| 141= | 타이체뚱                      | 302      |                              | 란터우섬                                                    | |  |
| 141= | 탭자이산                      | 302      |                              | 란터우섬                                                    | 템플 크래그로도 알려져 있다 |  |
| 143  | 와이메이링                    | 300      | 플로버 코브 컨트리 파크      |                                                             | |  |

### 작은 언덕들
홍콩에는 수많은 작은 언덕들이 산재해 있으며, 일부는 재개발로 인해 사라졌다.
| 이름        | 높이 (m) | 컨트리 파크 | 위치                    | 비고 |
| ----------- | -------- | ----------- | ----------------------- | --- |
| 아마 록     | 251      | 라이언 록   |                         | 마조 (여신)의 이름을 따서 명명되었다. 언덕의 정상에 있는 바위이지 언덕 자체는 아니다. 바위 자체는 약 15미터 높이이다. |
| 데이비스 산 | 269      |             | 케네디 타운             | 제2대 홍콩 총독 존 프랜시스 데이비스의 이름을 따서 명명됨 |
| 치우겡완산  | 247      |             | 야우통과 티우겡링 사이  | |
| 데빌스 피크 | 222      |             | 레이위문                | |
| 브래머 힐   | 200      |             | 박곡                    | |
| 레이턴 힐   | < 100    |             | 코즈웨이베이와 해피밸리 | |
| 모리슨 힐   | < 100    |             | 완자이                  | 중국어 통역사이자 영국인 언어학자이자 식민지 비서였던 존 로버트 모리슨의 이름을 따서 명명되었다. 이 언덕은 1920년대 프라야 동부 매립 계획 당시 바위/흙을 사용하여 항구에서 땅을 매립하여 해안선을 확장하는 데 사용되면서 평탄화되었다. |
| 패리시 산   |          |             | 코즈웨이베이와 해피밸리 | 1873-1876년 중국 스테이션 지휘관이었던 해군준장 존 E. 패리시의 이름을 따서 명명됨 |

## 화산
- 타이모산
- 하이 아일랜드 슈퍼화산[4]
- 군얌산, 람췬[5][6]

## 사라진 언덕들
- 청페이산
- 세이크리드 힐
- 캐롤라인 힐

## 같이 보기
- 홍콩의 지리
- 산악 수색 구조대